# Hichtenbach
Der Hichtenbach ist ein etwa 2,3 km langer rechter Zufluss der Sauer im Département Bas-Rhin und in der Südpfalz.

## Verlauf
Der Hichtenbach entspringt auf einer Höhe von etwa 298 m in den Nordvogesen nordöstlich vom Col de Hichtenbach direkt an der deutsch-französischen Grenze. Er fließt in Richtung Nordosten am Südosthang des Hichtenberges etwa 700 m an der Grenze entlang, überschreitet diese dann in Richtung Deutschland und mündet schließlich nördlich von Hirschthal auf einer Höhe von 205 m ü. NN in den Saarbach.

## Natur
Das Hichtenbachtal ist ein artenreiches Biotop mit seltenen Tier- und Pflanzenarten. Hochstaudenflure,  Feuchtwiesen und Seggenriede wechseln mit Schaf-Triftweiden und Streuobstbeständen.